# Dubovo (Czarnogóra)
Dubovo (cyr. Дубово) – wieś w Czarnogórze, w gminie Bijelo Polje. W 2011 roku liczyła 153 mieszkańców.